# Центр национальных интересов
Центр национальных интересов (англ. Center for the National Interest; до 9 марта 2011 года Никсоновский центр, англ. Nixon Center) — неправительственная политологическая организация в США. Считается близкой к умеренным республиканским кругам США. Расположена в Вашингтоне. Основана Ричардом Никсоном 20 января 1994 года, президентом и главным исполнительным директором центра с момента основания является Дмитрий Саймс. Почётным председателем центра является бывший госсекретарь США Генри Киссинджер. В 2001 году центр приобрел выходящий два раза в месяц аналитический журнал The National Interest.
В марте 2011 года центр был переименован в Центр национальных интересов (CFTNI или CNI) Это изменение было вызвано конфликтом между руководством Центра и Фондом семьи Ричарда Никсона. По данным Politico, совет директоров Фонда считал Центр в целом и Саймса в частности «ничем иным, как смущением фамилии Никсон […] приносящим извинения российскому самодержцу Владимиру Путину и даже нападающим на кандидата в президенты их партии Джона Маккейна за то, что он осудил вторжение России в Грузию».
Президент и главный исполнительный директор центра Дмитрий Саймс с 3 сентября 2018 года является одним из ведущих общественно-политического ток-шоу «Большая игра» на «Первом канале» российского телевидения.
В штате центра работает около 20 человек, распределенных между следующими программами: Энергетическая безопасность и изменение климата, Стратегические исследования, Российско-американские отношения, Американо-японские отношения, Китай и Тихий океан, Региональная безопасность. В 2006 году его бюджет составлял 1,6 миллиона долларов. В 2017 году центр занимал 45 место (из 60) среди ведущих американских исследовательских центров по версии Университета Пенсильвании (2017 Global Go To Think Tank Index Report).
31 декабря 2022 года Дмитрий Саймс ушёл в отставку. По данным «Политико», сотрудники центра сообщали что Саймс ведёт передачу на российском гостелевидении, а также, что его высказывания приобретали «все более пророссийский характер». На январь 2023 года коллектив сотрудников центра сократился до пяти человек, четверо из которых занимаются веб-сайтом его журнала.